# Râul Voinești, Tutova
Râul Voinești este un curs de apă, afluent al râului Tutova. 